# بيتر بيكر (صحفي)
بيتر بيكر (بالإنجليزية: Peter Baker)‏ هو صحفي أمريكي، ولد في 2 يوليو 1967 في فولز تشيرش في الولايات المتحدة.